# Ochsendorf (Gemeinde Brückl)
Ochsendorf ist eine Ortschaft in der Gemeinde Brückl im Bezirk Sankt Veit an der Glan in Kärnten. Die Ortschaft hat 102 Einwohner (Stand 1. Jänner 2024).

## Lage
Die Ortschaft liegt im Süden der Katastralgemeinde St. Filippen, an der Südgrenze der Gemeinde Brückl, im Südosten des Bezirks Sankt Veit an der Glan, unmittelbar an der Bezirksgrenze zum Bezirk Klagenfurt-Land. Der Ort liegt am Nordrand des Klagenfurter Felds, am Fuß des Christofbergs. Ab den 1970er-Jahren wuchs der Ort nach Südwesten hin, ab der Jahrtausendwende entstand auch im Norden eine kleine Einfamilienhaussiedlung.

## Geschichte
In der ersten Hälfte des 19. Jahrhunderts gehörte der Ort zum Steuerbezirk Osterwitz. Bei Gründung der Ortsgemeinden im Zuge der Reformen nach der Revolution 1848/49 kam Ochsendorf an die Gemeinde St. Filippen. Seit der Gemeindezusammenlegung 1865 gehört der Ort zur Gemeinde Brückl, die bis 1915 den Namen St. Johann am Brückl führte.
Seit 1966 ist Ochsendorf Standort der Kärntner Imkerschule.

## Bevölkerungsentwicklung
Für die Ortschaft ermittelte man folgende Einwohnerzahlen:
- 1846: 77 Einwohner[2]
- 1869: 9 Häuser, 77 Einwohner[3]
- 1880: 10 Häuser, 77 Einwohner[4]
- 1890: 10 Häuser, 88 Einwohner[5]
- 1900: 9 Häuser, 76 Einwohner[6]
- 1910: 10 Häuser, 69 Einwohner[7]
- 1923: 10 Häuser, 66 Einwohner[8]
- 1934: 55 Einwohner[9]
- 1961: 14 Häuser, 63 Einwohner[10]
- 2001: 33 Gebäude (davon 28 mit Hauptwohnsitz) mit 44 Wohnungen; 124 Einwohner und 6 Nebenwohnsitzfälle; 40 Haushalte; 5 Arbeitsstätten, 7 land- und forstwirtschaftliche Betriebe[11]
- 2011: 40 Gebäude, 119 Einwohner, 39 Haushalte, 3 Arbeitsstätten[12]
- 2021: 44 Gebäude, 108 Einwohner, 41 Haushalte, 5 Arbeitsstätten[13]